# My Happiness
«My Happiness» (укр. «Щастя моє») — популярна американська народна пісня жанру кантрі; слова: Бетті Пітерсон Бласко (англ. Betty Peterson Blasco), композиція: Борні Берґантін (англ. Borney Bergantine), 1933.
Пісню визнано найпопулярнішою 1948 року, витримала декілька переспівів різними співаками дня, привернула знову увагу в 1959 році як біґ-хіт № 2 у переспіві співачки Конні Френсіс.
Елвіс Преслі розпочав свою співацьку кар'єру звукозаписом саме цієї пісні у 1953 році.